# Colla albescens
Colla albescens är en fjärilsart som beskrevs av William Schaus 1905. Colla albescens ingår i släktet Colla och familjen silkesspinnare. Inga underarter finns listade i Catalogue of Life.